# Franco Davín
Franco Davín est un joueur et entraîneur de tennis argentin, professionnel de 1986 à 1997, né le 11 janvier 1970 à Pehuajo.

## Carrière

### Joueur
Il détient le record du plus jeune joueur à avoir remporté un match dans le grand tableau d'un tournoi ATP. Il a battu à 15 ans et 1 mois Hans Gildemeister au tournoi de Buenos Aires en 1985.
Il atteint les quarts de finale d'Hamburg en 1990 en tant que lucky loser, seul 8 autres joueurs on réussit la même performance depuis dans les tournois Masters 1000 et Thomas Johansson qui a atteint les demi-finales de Toronto en 2004.
Franco Davin a atteint en 1991 les quarts de finale aux internationaux de France de tennis.

### Entraîneur
Il fut l'entraîneur de Gastón Gaudio avant d'être celui de Juan Martín del Potro jusqu'en juillet 2015. Il a remporté deux fois le titre de grand chelem en tant qu’entraîneur. La première fois en 2004 aux internationaux de France de tennis avec Gastón Gaudio et la deuxième en 2009 à l'US Open avec Juan Martin del Potro. Il a également été capitaine de l'équipe argentine de Coupe Davis.

## Palmarès

### Titres en simple messieurs
| No | Date       | Nom et lieu du tournoi                                       | Catégorie    | Dotation  | Surface      | Finaliste        | Score    |  |
| -- | ---------- | ------------------------------------------------------------ | ------------ | --------- | ------------ | ---------------- | -------- |  |
| 1  | 14-08-1989 | Campionati Internazionali della Valle d'Aosta, Saint-Vincent |              | 125 000 $ | Terre (ext.) | Juan Aguilera    | 6-2, 6-2 |  |
| 2  | 24-09-1990 | Campionati Internazionali di Sicilia, Palerme                | World Series | 270 000 $ | Terre (ext.) | Juan Aguilera    | 6-1, 6-1 |  |
| 3  | 12-09-1994 | Romanian Open, Bucarest                                      | World Series | 525 000 $ | Terre (ext.) | Goran Ivanišević | 6-2, 6-4 |  |

### Finales en simple messieurs
| No | Date       | Nom et lieu du tournoi                | Catégorie    | Dotation  | Surface      | Vainqueur       | Score         |  |
| -- | ---------- | ------------------------------------- | ------------ | --------- | ------------ | --------------- | ------------- |  |
| 1  | 10-11-1986 | Copa Banco Galicia, Buenos Aires      |              | 85 000 $  | Terre (ext.) | Jay Berger      | 6-3, 6-3      |  |
| 2  | 12-06-1989 | Tournoi de tennis de Bologne, Bologne |              | 93 400 $  | Terre (ext.) | Javier Sánchez  | 6-1, 6-0      |  |
| 3  | 02-04-1990 | Estoril Open, Estoril                 | World Series | 225 000 $ | Terre (ext.) | Emilio Sánchez  | 6-3, 6-1      |  |
| 4  | 01-10-1990 | Athens International, Athènes         | World Series | 125 000 $ | Terre (ext.) | Mark Koevermans | 5-7, 6-4, 6-1 |  |
| 5  | 10-08-1992 | Škoda Czechoslovak Open, Prague       | World Series | 320 000 $ | Terre (ext.) | Karel Nováček   | 6-1, 6-1      |  |
| 6  | 24-08-1992 | Croatia Open, Umag                    | World Series | 235 000 $ | Terre (ext.) | Thomas Muster   | 6-1, 4-6, 6-4 |  |